# Thanatodictya praeferrata
Thanatodictya praeferrata är en insektsart som först beskrevs av William Lucas Distant 1892.  Thanatodictya praeferrata ingår i släktet Thanatodictya och familjen Dictyopharidae. Inga underarter finns listade i Catalogue of Life.